# Alan Marangoni
Alan Marangoni (Lugo, 16 luglio 1984) è un ex ciclista su strada e pistard italiano.
Campione nazionale di inseguimento su pista nel 2005 e a cronometro su strada tra gli Under-23 nel 2006, è stato professionista su strada dal 2009 al 2018, partecipando più volte al Giro d'Italia. Ha corso spesso in veste di gregario dei suoi capitani, tra i quali figurano Vincenzo Nibali e Peter Sagan.
Da gennaio 2019 è conduttore del canale web di ciclismo GCN Italia insieme a Giorgio Brambilla.

## Carriera
Originario di Cotignola, in provincia di Ravenna, nel 2005 fu campione italiano dell'inseguimento individuale, mentre l'anno successivo, con i colori dell'U.S. Fausto Coppi Gazzera Videa, vinse la prova a cronometro Under-23 ai campionati italiani su strada, ottenendo così anche la convocazione in Nazionale per la prova di categoria dei campionati del mondo di Salisburgo. Nei sei anni da dilettante, quattro da Under-23 e due da Elite, ottenne anche un successo al Memorial Davide Fardelli nel 2006 e una vittoria di tappa al Giro della Regione Friuli Venezia Giulia nel 2008.
Passò professionista nel 2009 nella CSF Group-Navigare di Bruno Reverberi, ottenendo un quarto posto ai campionati italiani a cronometro nel 2010 e partecipando al Giro d'Italia 2010. Nel 2011 passò alla Liquigas, squadra World Tour diretta da Roberto Amadio: con i nuovi colori colse il terzo posto nei campionati italiani a cronometro, prendendo inoltre parte al Giro d'Italia e alla Vuelta a España.
Prese parte alla "Corsa rosa" anche nel 2013, nel 2014 e nel 2015, vestendo la maglia della Cannondale, squadra diretta sempre da Amadio (nella 10ª tappa del Giro del 2015 riuscì a classificarsi quarto dopo una lunga fuga). Inoltre, nel 2013 fece il suo debutto al Tour de France, dove svolse ruoli di gregariato, e nel 2014 ottenne nuovamente la terza piazza nella cronometro dei campionati nazionali, preceduto da Adriano Malori e Dario Cataldo.
Nell'ottobre del 2018 annunciò il definitivo ritiro dalle corse. Il 10 novembre ottenne al Tour de Okinawa, alla sua ultima gara, la prima vittoria da professionista.

## Palmarès

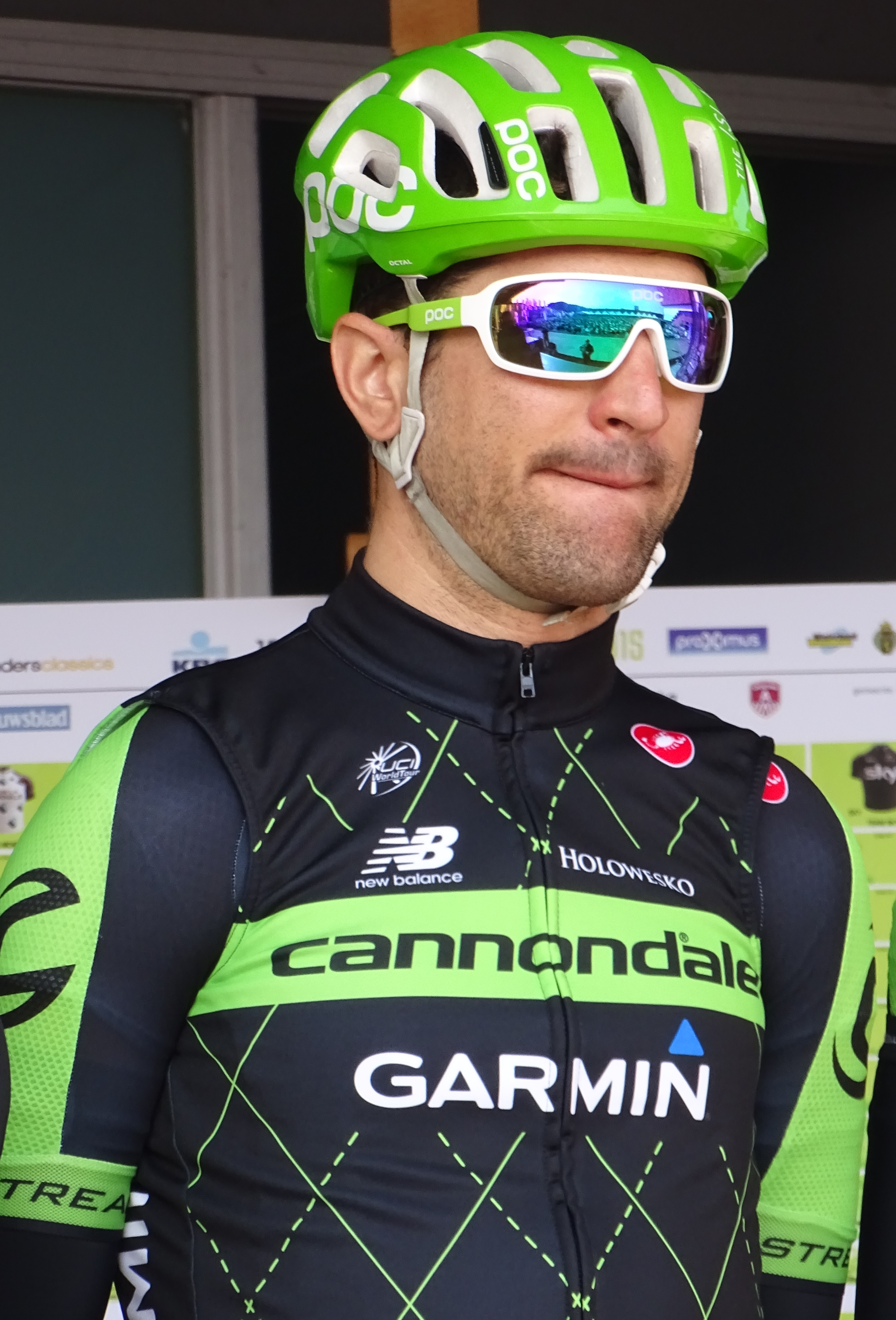
Marangoni in maglia Cannondale alla Scheldeprijs 2015

### Strada
- 2006 (U.S. Fausto Coppi Gazzera Videa)

Campionati italiani, Cronometro Under-23
Trofeo Gandolfi
Memorial Carlo Valentini
Memorial Davide Fardelli (cronometro)
- 2007 (U.S. Fausto Coppi Gazzera Videa)

Giro della Valcavasia
Memorial Umberto Drei
- 2008 (dilettanti)

5ª tappa Giro della Regione Friuli Venezia Giulia (Alesso > Pontebba)
Trofeo Rigoberto Lamonica
Giro della Provincia di Padova
- 2018 (Nippo-Vini Fantini, una vittoria)

Tour de Okinawa

#### Altri successi
- 2016 (Cannondale-Drapac Pro Cycling Team)

1ª tappa Czech Cycling Tour (Frydek > Mistek, cronosquadre)

### Pista
- 2005

Campionati italiani, Inseguimento individuale
- 2006

Campionati italiani, Scratch
- 2007

Campionati italiani, Derny

## Piazzamenti

### Grandi Giri
- Giro d'Italia

2010: 107º
2011: 142º
2013: 114º
2014: 137º
2015: 131º
- Tour de France

2013: 111º
- Vuelta a España

2011: 138º

### Classiche monumento
- Milano-Sanremo

2010: 116º
2011: ritirato
2014: ritirato
2016: 152º
2017: 155º
- Giro delle Fiandre

2011: ritirato
2012: ritirato
2013: ritirato
2014: 83º
2015: 93º
2016: 76º
- Parigi-Roubaix

2011: 100º
2012: ritirato
2013: ritirato
2014: 101º
2015: ritirato
2016: 62º
- Giro di Lombardia

2010: ritirato
2015: ritirato

### Competizioni mondiali
- Campionati del mondo su strada

Salisburgo 2006 - Cronometro Under-23: 21º